# Cypern ved OL
Cypern deltog første gang i olympiske lege under Vinter-OL 1980 i Lake Placid, og har siden deltaget i samtlige sommer- og vinterlege. Cypern vandt sin første medalje under Sommer-OL 2012 i London. 

## Medaljeoversigt
| Cyperns medaljer under de olympiske sommerlege | Cyperns medaljer under de olympiske sommerlege | Cyperns medaljer under de olympiske sommerlege | Cyperns medaljer under de olympiske sommerlege | Cyperns medaljer under de olympiske sommerlege | Cyperns medaljer under de olympiske sommerlege |                     | Cyperns medaljer under de olympiske vinterlege | Cyperns medaljer under de olympiske vinterlege | Cyperns medaljer under de olympiske vinterlege | Cyperns medaljer under de olympiske vinterlege | Cyperns medaljer under de olympiske vinterlege | Cyperns medaljer under de olympiske vinterlege |
| Lege                                           | Guld                                           | Sølv                                           | Bronze                                         | Totalt                                         | Rang                                           | Lege                | Guld                                           | Sølv                                           | Bronze                                         | Totalt                                         | Rang                                           |                                                |
| 1980 Moskva                                    | 0                                              | 0                                              | 0                                              | 0                                              | –                                              | 1980 Lake Placid    | 0                                              | 0                                              | 0                                              | 0                                              | –                                              |                                                |
| 1984 Los Angeles                               | 0                                              | 0                                              | 0                                              | 0                                              | –                                              | 1984 Sarajevo       | 0                                              | 0                                              | 0                                              | 0                                              | –                                              |                                                |
| 1988 Seoul                                     | 0                                              | 0                                              | 0                                              | 0                                              | –                                              | 1988 Calgary        | 0                                              | 0                                              | 0                                              | 0                                              | –                                              |                                                |
| 1992 Barcelona                                 | 0                                              | 0                                              | 0                                              | 0                                              | –                                              | 1992 Albertville    | 0                                              | 0                                              | 0                                              | 0                                              | –                                              |                                                |
| 1996 Atlanta                                   | 0                                              | 0                                              | 0                                              | 0                                              | –                                              | 1994 Lillehammer    | 0                                              | 0                                              | 0                                              | 0                                              | –                                              |                                                |
| 2000 Sydney                                    | 0                                              | 0                                              | 0                                              | 0                                              | –                                              | 1998 Nagano         | 0                                              | 0                                              | 0                                              | 0                                              | –                                              |                                                |
| 2004 Athen                                     | 0                                              | 0                                              | 0                                              | 0                                              | –                                              | 2002 Salt Lake City | 0                                              | 0                                              | 0                                              | 0                                              | –                                              |                                                |
| 2008 Beijing                                   | 0                                              | 0                                              | 0                                              | 0                                              | –                                              | 2006 Torino         | 0                                              | 0                                              | 0                                              | 0                                              | –                                              |                                                |
| 2012 London                                    | 0                                              | 1                                              | 0                                              | 1                                              | 69                                             | 2010 Vancouver      | 0                                              | 0                                              | 0                                              | 0                                              | –                                              |                                                |
| 2016 Rio de Janeiro                            | 0                                              | 0                                              | 0                                              | 0                                              | –                                              | 2014 Sotji          | 0                                              | 0                                              | 0                                              | 0                                              | –                                              |                                                |
| 2020 Tokyo                                     |                                                |                                                |                                                |                                                | –                                              | 2018 Pyeongchang    | 0                                              | 0                                              | 0                                              | 0                                              | –                                              |                                                |
| Totalt                                         | 0                                              | 1                                              | 0                                              | 1                                              |                                                | Totalt              | 0                                              | 0                                              | 0                                              | 0                                              |                                                |                                                |

## Medaljevindere
| Medalje | Navn            | År          | Sport     | Øvelse         |
| ------- | --------------- | ----------- | --------- | -------------- |
| Sølv    | Pavlos Kontides | 2012 London | Sejlsport | Laser (herrer) |